# Кітано Такесі
Кіта́но Таке́сі (яп. 北野武, *18 січня 1947, Адаті, Токіо, Японія) — японський комік, актор, автор, поет, художник і кінорежисер, що отримав визнання як у рідній Японії, так і за кордоном за свої унікальні кінематографічні роботи. Використовує псевдонім «Біт Такесі» (Beat Takeshi, (яп. ビートたけし , Бі-то Такесі) в усіх своїх проєктах, окрім режисерських. З квітня 2005 посідає посаду професора аспірантури образотворчих мистецтв Токійського національного університету мистецтв.
Більшість сюжетів фільмів Кітано — про японських бандитів-якудза або поліцію. Його картини мають серйозний підтекст, що викриває приховані, але наболілі проблеми японського суспільства. Кітано часто застосовує так звані «довгі» кадри, в яких майже не відбувається дії або ж вони ведуть одразу до вислідів подій, що сталися, пропускаючи проміжні етапи. Це також вирізняє «кінематографію від Кітано». Багато ж стрічок відбивають сувору, можливо навіть нігілістичну філософію, але при цьому сповнені специфічним авторським гумором і увагою до людських сторін характерів героїв. Парадоксально, але фільми Кітано часто залишають суперечливі відчуття: при поверховому розгляді це «чорні» гангстерські комедії, проте вони порушують глибокі питання моралі і дають поживу для тривалих роздумів. Попри те, що Кітано у світі сприймають як режисера цікавих і несподіваних артгаузних фільмів, японським глядачам загалом він знаний переважно яко телевідник та комік. Показ фільму «Дзатоіті» в 2003 залишається його найбільшим кінематографічним успіхом на батьківщині. Кітано рідко й обережно дає інтерв'ю, приховуючи свою загадкову особу за маскою звичайного веселого хлопця. Власне ставлення до релігії Кітано не афішує. Відомо, що Кітано двічі брав телевізійне інтерв'ю у Сьоко Асахара — засновника терористичної релігійної групи «Аум Сінрікьо».

## Молодість
Такесі народився в 1947 році в районі Адаті, Токіо. Після того, як його відрахували з університету Мейдзі, де він навчався на інженера протягом 4 років, молодий Кітано знайшов собі роботу ліфтера у нічному клубі і багато чому навчився там у коміка Фукамі Сендзабуро. Коли один з основних виконавців клубу захворів, Кітано зайняв його місце. Так почалася артистична кар'єра одного з найцікавіших кінорежисерів сьогодення.
У 1970-х, спільно з другом Канеко Кійосі, Кітано заснував комічний дует. Вони вийшли на сцену з іменами Beat Takeshi і Beat Kiyoshi (Біт Такесі і Біт Кійосі), іноді називаючи себе Two Beat. У 1976 вони з великим успіхом дебютували на телебаченні. Популярність дуету багато в чому пояснювалася текстами Кітано, які були набагато непристойнішими, ніж передбачається каноном комедійного жанру мандзай. За теми Кітано обирав життя соціально уражених людей: людей похилого віку, інвалідів, бідних, дітей, жінок, непривабливих і дурних. Дует двох коміків розпався, коли Кітано вирішив піти. Творчість цієї пари вважається однією з найкращих в японській сатирі 1970 — 1980-х років XX століття. Приставка «Біт» збереглася в імені Кітано-актора саме відтоді, і сучасні японці називають Кітано «Бітом Такесі».

## Кар'єра кінорежисера

Постер фільму «Жорстокий поліцейський»

Після кількох ролей, переважно комічних, в 1989 році Кітано взяли на головну роль у фільм «Жорстокий поліцейський», де він мав зіграти неврівноваженого охоронця правопорядку. Коли режисер захворів і не зміг продовжувати роботу над фільмом, Кітано вдалося дозняти картину самостійно, в процесі знімання він істотно змінив сценарій і спосіб подачі матеріалу. Фільм виявився успішним і започаткував режисерські успіхи  Кітано. Згодом він часто згадував про цю знаменну подію (хвороба режисера), оскільки без профільної кінематографічної освіти стати режисером у Японії практично неможливо.
Другий фільм Кітано як режисера і перший у ролі сценариста вийшов у 1990 році — «Точка кипіння». Оно Масахіко, який пізніше також зіграв епізодичну роль у «Феєрверку», виконав головну роль пересічного хлопця, що працює на автозаправці і грає в аматорській бейсбольній команді. Коли тренер команди зазнав нападу з боку місцевих якудза, він задля помсти гангстерам, разом із приятелем прямує на Окінаву для купівлі зброї на одній з американських військових баз. Дорогою вони знайомляться з якудзою-маргіналом, роль якого грає Кітано. Отримавши повний контроль над сценарієм і режисурою, Кітано вдалося в цьому фільмі закласти основи свого незвичайного авторського стилю, характеристичними елементами якого є шокуюча жорстокість, химерний чорний гумор і довгі стоп-кадри.
Третій за рахунком фільм, «Сцени біля моря» вийшов у 1991 році. У сюжет цього разу не потрапили гангстери, а головним героєм став глухонімий невдаха-сміттяр, який наполегливо вчиться серфінгу під акомпанемент кпин циніків-друзів. Як і багато інших картин, фільм пройнятий тонким гумором і закінчується смертю головного героя, що тоне в морі.
Зарубіжна аудиторія, що поступово перевершила «рідну» японську чисельно, відзначила Кітано після виходу фільму «Сонатіне» у 1993 році. У фільмі Кітано грає токійського якудзу Муракаву, відправленого на острів Окінава для припинення протистояння двох місцевих угруповань. Муракава, переситившись своїм способом життя і дізнавшись, що саме його завдання — це пастка, приймає наслідки без заперечень, перетворюючи те, що відбувається на жорстокий фарс, побудований як і в багатьох інших роботах Кітано з низки трагікомічних епізодів. Фаталізм головного героя, що знайшов вираз і в цьому фільмі, став свого роду «візитівкою» режисера. Фільм «Сонатіне» був високо поцінований японським письменником Кендзабуро Ое.
Фільм «Зняв кого-небудь?» (1995) повертає Кітано до його комедійного коріння. Стрічка містить серію комічних сцен, певним чином пов'язаних із головним персонажем, що безуспішно намагається зайнятися сексом в автівці. У Японії картина не викликала інтересу в глядачів. Критики визнали стрічку пародією на популярні японські фільми (наприклад, «Ґодзілла»). Кітано продемонстрував нею принципове небажання ставити собі головною метою досягнення комерційного успіху (на кшталт молодіжного трилера «Дзвінок» або історичної мелодрами «Похмурий Сейбей» режисера Ямади Ейдзі, що оспівує доброту і принциповість японських самураїв).
У 1995 році Кітано потрапив в аварію (розбився на мотоциклі). Поранення викликали параліч однієї сторони його тіла, і було потрібно робити складну операцію, щоб відновити працездатність м'язів лиця. Хоча зарубіжна преса пророкувала, що Кітано вже не повернеться до знімання фільмів, той спростував ці припущення, знявши «Хлопці повертаються» у 1996 році, відразу після одужання.

Постер фільму «Феєрверк»

Відновившись після аварії, Кітано зайнявся образотворчим мистецтвом. Його яскравий, спрощений стиль живопису трохи нагадує манеру Марка Шагала. Малюнки Кітано були опубліковані в книгах (як ілюстрації), представлені на виставках і на обкладинках саундтреків до власних фільмів. Найяскравіше вони представлені у фільмі 1997 року «Феєрверк», де виконують роль стрижня образної системи твору. «Феєрверк» був дуже високо поцінований критиками і удостоєний призу Венеційського фестивалю. У фільмі знову спливає тема доброти і любові: прагнучи не турбувати вмираючу від раку жінку, яку головний герой (колишній поліцейський Нісі) возить по місцях, де жінка мріяла побувати, всі виникаючі проблеми Нісі вирішує просто і ефективно: куля в лоб. Фільм підтвердив репутацію Кітано як одного з найталановитіших режисерів сьогочасної Японії.
Кітано продовжив регулярно знімати після аварії. Фільм «Кікудзіро», що вийшов 1999 року, показує Кітано в головній ролі бандита-невдахи, який ходить із хлопчиком, що шукає свою матір. «Брат якудзи» (2001), знятий в Лос-Анджелесі, показує Кітано в образі токійського якудзи, який тікає з Японії в США і починає будувати в Лос-Анджелесі нову наркоімперію.  Незвичайний «альтруїзм у стилі Кітано» є наскрізним у сюжеті і тут. Вже усвідомлюючи марність задуму через криваве протистояння злочинних угруповань, якудза-втікач (Кітано) спокійно продовжує діяльність, допомагаючи недолугому братові, що переїхав до Америки. У фіналі, вивівши з-під удару члена банди, що залишився в живих з сумкою, набитою стодоларовими купюрами, Кітано з посмішкою розплачується з власником кафе і виходить назустріч своїм ворогам, на вірну смерть. Цей фільм Кітано був тепло прийнятий у США і за кордоном.
Фільм «Ляльки» (2002), в якому Кітано не брав участі як актор, складається з трьох окремих історій кохання. Стрічка вважається однією з візуально найпривабливіших картин Кітано. Головна сюжетна лінія — історія хлопця (Мацумото) і дівчини (Савако), змушених перервати свої стосунки через амбіції батьків молодика, які намагаються влаштувати йому шлюб, більш вигідніший для кар'єрного росту. Це призводить до невдалої спроби самогубства дівчини напередодні запланованого весілля Мацумото з донькою директора фірми, де він працює. Савако залишається живою, але переживає важкий психічний розлад: не впізнає оточуючих людей та втрачає адекватність поведінки. Мацумото і Савако переривають усі зв'язки з суспільством і вирушають у безцільну подорож, в ході якої вони переживають багато в чому міфічні метаморфози, поступово ототожнюючись з персонажами п'єси Тікамацу, покладеної в основу структури фільму. Друга сюжетна лінія — історія про якудзу, що в юності покинув кохану дівчину заради отримання влади і впливу. Багато років потому, досягнувши всього, чого бажав, він згадує про слова дівчини під час прощання в парку: «я завжди чекатиму тебе тут щосуботи». Приїхавши з охоронцем в парк, він помічає там вже постарілу жінку і впізнає свою колишню дівчину, але не зізнається їй, хто він насправді і, повертаючись з парку гине від рук найманого вбивці. Третя сюжетна лінія відтворює трагічну історію кохання простого юнака до японської поп-співачки Ямагуті Харуне. Сам Кітано відзначає, що візуальна привабливість фільму сприяла неадекватності розуміння глядачами його задуму: центральним елементом є не історії кохання як такі, а акти невмотивованого насильства, якими вони уриваються.
Успіх у кінокритиків і шанувальників інтелектуальних фільмів не приніс Кітано особливого визнання на батьківщині. Попри успіх фільмів «Брат якудзи» і «Ляльки», преса критикувала його за нездатність зняти «гарне» кіно рівня «Феєрверку» або «Сонатіне». 2003 року Кітано відповів на ці закиди фільмом «Дзатоіті», у якому він зіграв головну роль. «Дзатоіті» став найбільшим комерційним успіхом режисера в Японії, при цьому добре пройшов і за кордоном і отримав низку нагород. 
Кітано багато працював із композитором Хісаісі Дзьо, який написав музику до більшості його фільмів, проте за останні роки це співпраця припинилася.

## Кар'єра актора
Кітано регулярно знімається у фільмах інших режисерів. Найвідоміші роботи — ролі другого плану у фільмах Осіми Наґіси «Щасливого Різдва, містере Лоуренс» і «Табу», а також головна роль в екранізації роману «Кров і кістки» (режисер Сай Єй'іті). Інші фільми, де знявся Кітано: «Джонні-Мнемонік», «Королівська битва» і «Королівська битва 2».

## Інші проєкти
Митець написав більше п'ятдесяти книг поезій і кінокритики, а також кілька романів, деякі з яких були використані як сценарії іншими режисерами. Він також протягом багатьох років є відомим телеведучим. 7 вересня 2004 року Кітано була присуджена ступінь бакалавра наук університетом Мейдзі, звідки раніше він був відрахований.

## Фільмографія
- 2017 — Свавілля: Остання глава (яп. アウトレイジ 最終章, Autoreiji saishusho) — актор, автор сценарію, режисер
- 2017 — Привид у броні (англ. Ghost in the Shell) — актор
- 2015 — Рюдзо та сім його поплічників (яп. 龍三と七人の子分たち, Ryuzo to 7 nin no kobun tachi) — актор, автор сценарію, режисер
- 2012 — Свавілля: без меж(яп. アウトレイジ2, Autoreiji: Biyondo) — головний персонаж, автор сценарію, режисер
- 2010 — Свавілля (яп. アウトレイジ, Autoreiji) — головний персонаж, автор сценарію, режисер
- 2008 — Ахіллес та черепаха (яп. アキレスと亀, Achilles to Kame) — актор, режисер
- 2007 — У кожного своє кіно (фр. Chacun son cinéma) — епізод «Один прекрасний день»
- 2007 — Банзай, режисер! (англ. Hurray for the director) — актор, режисер
- 2005 — Такешиз — актор — головний персонаж (в ролі самого себе), автор сценарію, режисер
- 2003 — Дзатоіті (яп. 座頭市, дзатоіті) — актор — головний персонаж, автор сценарію, монтаж
- 2002 — Ляльки (англ. Dolls) — актор, автор сценарію, монтаж
- 1999 — Брат якудзи (англ. Brother) — актор — головний персонаж, автор сценарію, монтаж
- 1999 — Кікудзіро (яп. 菊次郎の夏 Кікудзіро но нацу) — актор — головний персонаж, автор сценарію, монтаж
- 1997 — Феєрверк (HANA-BI) — актор, автор сценарію, монтаж
- 1996 — Хлопці повертаються (яп. キッズ・リターン, Кідзу рітан) — актор, автор сценарію, монтаж
- 1995 — Зняв кого-небудь? (яп. みんな～やってるか, Мінна яттеру ка!) — актор, автор сценарію, монтаж
- 1993 — Сонатіне (яп. ソナチネ, Сонатіне) — актор, автор сценарію, монтаж
- 1991 — Сцени коло моря (яп. あの夏、いちばん静かな海, Ано нацу ітібан сідзукана умі) — актор, автор сценарію, монтаж
- 1990 — Точка кипіння (яп. 3-4×10月, Сан тай йон еккусу дзюґацу) — актор, автор сценарію, монтаж
- 1989 — Жорстокий поліцейський (яп. その男、凶暴につき, Соно отоко кьобо ні цукі) — немає даних